# 100% (musikgrupp)
100% (hangul: 백퍼센트) är ett sydkoreanskt pojkband bildat år 2012 av TOP Media.
Gruppen debuterade som sju medlemmar men består idag av de fem kvarvarande medlemmarna Minwoo, Rokhyun, Jonghwan, Chanyong, Chabgbum och Hyukjin. Minwoo dog den 25 mars 2018.

## Medlemmar
| Artistnamn   | Artistnamn | Födelsenamn   | Födelsenamn | Födelsedatum     | Medlemstid |
| Romanisering | Hangul     | Romanisering  | Hangul      | Födelsedatum     | Medlemstid |
| Nuvarande    | Nuvarande  | Nuvarande     | Nuvarande   | Nuvarande        | Nuvarande  |
| ------------ | ---------- | ------------- | ----------- | ---------------- | ---------- |
| Minwoo       | 민우       | Seo Min-woo   | 서민우      | 8 februari 1985  | 2012-idag  |
| Rokhyun      | 록현       | Kim Rok-hyun  | 김록현      | 10 februari 1991 | 2012-idag  |
| Jonghwan     | 종환       | Jo Jong-hwan  | 조종환      | 23 november 1992 | 2012-idag  |
| Chanyong     | 찬용       | Kim Chan-yong | 김찬용      | 29 april 1993    | 2012-idag  |
| Changbum     | 창범       | Woo Chang-bum | 우창범      | 7 oktober 1993   | 2012-idag  |
| Hyukjin      | 혁진       | Jang Hyuk-jin | 장혁진      | 20 december 1993 | 2012-idag  |
| Tidigare     |            |               |             |                  |            |
| Sanghoon     | 상훈       | Lee Sang-hoon | 이상훈      | 23 december 1993 | 2012-2014  |

## Diskografi

### Album
| Albuminformation                                   | Topplacering          | Topplacering   |
| Albuminformation                                   | Sydkorea (Gaon Chart) | Japan (Oricon) |
| Koreanska                                          | Koreanska             | Koreanska      |
| -------------------------------------------------- | --------------------- | -------------- |
| We, 100% (Singelalbum) - Släppt: 18 september 2012 | 3                     | —              |
| Real 100% (EP-skiva) - Släppt: 23 maj 2013         | 3                     | —              |
| Bang the Bush (EP-skiva) - Släppt: 17 mars 2014    | 4                     | —              |
| Sunkiss (Singelalbum) - Släppt: 7 juli 2014        | 3                     | —              |
| Time Leap (EP-skiva) - Släppt: 13 oktober 2016     | 4                     | —              |
| Sketchbook (EP-skiva) - Släppt: 22 februari 2017   | 5                     | —              |
| Japanska                                           |                       |                |
| How to Cry (Singelalbum) - Släppt: 25 januari 2017 | —                     | 12             |

### Singlar
| År        | Titel         | Topplacering          | Topplacering   |
| År        | Titel         | Sydkorea (Gaon Chart) | Japan (Oricon) |
| Koreanska | Koreanska     | Koreanska             | Koreanska      |
| --------- | ------------- | --------------------- | -------------- |
| 2012      | "Bad Boy"     | —                     | —              |
| 2012      | "Guy Like Me" | 76                    | —              |
| 2013      | "Want U Back" | —                     | —              |
| 2014      | "Beat"        | 66                    | —              |
| 2014      | "U Beauty"    | —                     | —              |
| 2016      | "Better Day"  | —                     | —              |
| 2017      | "Sketch U"    | —                     | —              |
| Japanska  |               |                       |                |
| 2017      | "How to Cry"  | —                     | 12             |